# Oresbius funereus
Oresbius funereus là một loài tò vò trong họ Ichneumonidae.